# Huis van de metallurgie en industrie van Luik
Het Huis van de metallurgie en industrie van Luik (Frans: Maison de la métallurgie et de l'industrie de Liège) is een museum in de Belgische stad Luik. In de voormalige fabriek Espérance-Longdoz bevindt zich dit groot en uniek museum van 2500m². Het herbergt in 8 zalen een rijke en gevarieerde verzameling over de geschiedenis van de staalindustrie en de techniek. De verzameling is opgebouwd rond drie thema's: metallurgie, energie en informatica.

## Zalen
- Het museum is gebouwd rond een oude hoogoven uit de 17de eeuw, de oudste hoogoven in België (1693).
- Daarnaast bestaat de tentoonstelling ook uit een non-ferrozaal: het zinken reisbad van Napoleon beheerst de zaal. De zinkindustrie ontstond in het begin van de 19de eeuw dankzij de Luikenaar Jean-Jacques Dony. De eerste zinkfabriek ter wereld lag in Saint-Léonard, in de buurt van Luik op het drielandenpunt Neutraal Moresnet. De zinken reisbadkuip, door Dony aan keizer Napoleon I aangeboden in 1809 vertelt de geschiedenis van zink, de "high tech" familie van de non-ferrometalen. Zij worden gesmolten onder inerte atmosfeer anders zou het zink oxideren.
- Elektriciteit. De dynamo, een uitvinding van de Waal Zénobe Gramme. Het tweede prototype van zijn dynamo (1871) wordt geëxposeerd. De machine van Gramme liet toe om, door elektrolyse, 600 gram zilver in één uur neer te slaan op bronzen bestekken. Het tweede prototype van de dynamo van Gramme (1871), andere dynamo's uit de werkplaatsen van Gramme in Parijs, en ook dynamo's van Jaspar uit Luik worden tentoongesteld. Dat wordt verdergezet met de presentatie van de verschillende types elektriciteitscentrales.
- Stoommachine. De stoommachine "d'Ambresin" een echte James Watt machine op ware grootte uit 1840 evenals de Cail-Halot machine. Talrijke schaalmodellen tonen de geschiedenis van de stoommachines vanaf de vuurpomp van Newcomen (1720).
- Hydraulische energie, geleverd door watermolens, is tot het einde van de 18de eeuw de voornaamste energiebron geweest. Talrijke schaalmodellen tonen de evolutie. Het paradepaardje is het schaalmodel van de machine van Marly, gebouwd door de Luikse timmerman Renkin Sualem om de fonteinen van de tuinen van zonnekoning Lodewijk XIV te Versailles te bevoorraden (1685).
- De zaal van aardolie en aardgas. De verbrandingsmotor, een uitvinding van de Belg Etienne Lenoir (1860) leidt tot de automobiel. Een echte Luikse straatlantaarn op stadsgas uit 1855 evenals twee oude gasmotoren uit de 19de eeuw tonen het begin. Aardolie, aardgas, plastic, dat van aardolie is afgeleid, krijgt een prominente plaats in deze zaal.
- Moderne staalindustrie. Een enorme stalen lingot van 15 ton overheerst de zaal. Een didactische rij panelen en een film verklaren de opeenvolgende fases van de staalproductie.
- Informatica Er is een belangrijke verzameling informaticatoestellen. Een uiterst zeldzame tabelleermachine van Hollerith (1890). Deze machine is de voorloper van de informatica en van de firma IBM.